# Arne Lygre
Arne Ingolv Sunde Lygre, född 6 februari 1968 i Bergen, är en norsk dramatiker och romanförfattare.

## Biografi
Arne Lygre debuterade 1998 med pjäsen Mamma og meg og menn som uppfördes av Rogaland Teater i Stavanger. Som prosaförfattare debuterade han 2004 med novellsamlingen Tid inne som vann Brageprisen samma år. Första romanen var Et siste ansikt 2006. Hans dramatik är översatt till tolv språk och har spelats i bland annat Danmark, Tyskland, Frankrike, Italien, Portugal, Schweiz och Brasilien. Det internationella genombrottet kom 2007 då Claude Régy regisserade Homme sans but (Mann uten hensikt) på Théâtre de l'Odéon i Paris och fick fina recensioner. 2011 hade Je disparais (Jeg forsvinner) urpremiär på Théâtre national de la Colline i Paris i regi av stjärnregissören Stéphane Braunschweig, följt av norsk premiär på Nationaltheatret i Oslo året därpå i regi av Eirik Stubø. 2014 regisserade Stéphane Braunschweig även Rien de moi (Ingenting av meg) på Colline-teatern. 2013 mottog Arne Lygre Ibsenprisen och 2013 inlemmades han i Norsk Dramakanon med pjäsen Jeg forsvinner.

## Uppsättningar i Sverige
- 2013 Jag försvinner, Dramaten, översättning Marie Lundquist, regi Karl Dunér, med bl.a. Elin Klinga & Marie Richardson
- 2014 Ingenting av mig, Stockholms stadsteater, översättning Marie Lundquist, regi Eirik Stubø, med bl.a. Sofia Helin & Björn Bengtsson